# Firtosmartonos
Firtosmartonos (románul Firtănuș) falu Romániában Hargita megyében.

## Fekvése
Székelykeresztúrtól 18 km-re északra a Gagy-pataka folyásának felső szakaszán, az Ijesztő-Bükk tövében fekszik.

## Nevének eredete
Nevét az ősi magyar martos (= meredek) melléknévből kapta, mivel közelében ma is sok a suvadás, földcsuszamlás. 1906-ban megkülönböztetésként kapta mai nevét a közeli 1063 m magas 
Firtos-hegyről.

## Története
Területe már az ókorban lakott volt. A falutól északra levő meredek hegy tetején szabályos római castrum nyomai látszanak. Ezzel szemben a Gagyvize feletti Beszér nevű hegy alatti Hetes nevű tisztáson egykori római település nyomai vannak. További sáncok nyomai látszanak feljebb a Herceglác felett és a falun alul a Sherenás oldalában is. A 16. században kis fatemploma volt, de földcsuszamlás áldozata lett. Második temploma 1794-ben épült, de 1823-ban ez is romokban állt. 1834-ben épített harmadik temploma alatt 1861—ben csúszott meg a talaj. A falunak 1910-ben 625, 1992-ben 311 magyar lakosa volt. A trianoni békeszerződésig Udvarhely vármegye Székelykeresztúri járásához tartozott.

## Látnivalók
- Mai unitárius temploma 1906-ban épült.
- Római castrum, sáncok és település nyomai.

## Híres emberek
- Itt született Gálffy Mihály ügyvéd, akit a Makk-féle összeesküvésben való részvétele miatt 1854. március 10-én Marosvásárhelyen a Postaréten kivégeztek.